# Marsh Motor Carriage Company
Marsh Motor Carriage Company war ein US-amerikanischer Hersteller von Automobilen.

## Unternehmensgeschichte
Die Brüder Alonzo R. und William T. Marsh stellten 1899 ihren ersten Dampfwagen her. Die jüngeren Brüder Clifton und George R. waren dabei behilflich. Daraufhin gründeten sie zwei getrennte Unternehmen zur Produktion. Das andere hieß Atlantic Automobile Manufacturing Company. Der Sitz war in Brockton in Massachusetts. Sie stellten etwa drei weitere Personenkraftwagen her, die sie an örtliche Kunden verkauften. Der Markenname lautete Marsh. Etwa 1901 endete die Produktion.
Langlebiger war die American Motor Company, in der die Brüder hauptsächlich Motorräder sowie 1905 einige Pkw herstellten.
Einige der Marsh-Brüder waren außerdem an der Eastern Motor Company, der Marsh Motors Company, der Sterling Motor Car Company und der Vulcan Manufacturing Company beteiligt.

## Fahrzeuge
Alle Fahrzeuge waren Dampfwagen. Sie waren als leichte Runabouts karosseriert.